# Ольдендорф (Шлезвіг-Гольштейн)
Ольдендорф (нім. Oldendorf) — громада в Німеччині, розташована в землі Шлезвіг-Гольштейн. Входить до складу району Штайнбург. Складова частина об'єднання громад Ітцего-Ланд.
Площа — 10,35 км2. Населення становить 1082 ос. (станом на 31 грудня 2020).

## Галерея

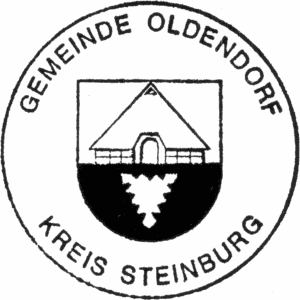